# Essigella critchfieldi
Essigella critchfieldi är en insektsart som beskrevs av Thorwald Julius Sørensen 1994. Essigella critchfieldi ingår i släktet Essigella och familjen långrörsbladlöss. Inga underarter finns listade i Catalogue of Life.